# برايان تايلور (كاتب)
برايان تايلور (بالإنجليزية: Brian Taylor )‏ (و. القرن 20  م) هو مخرج أفلام، ومصور سينمائي، ومنتج أفلام، وكاتب سيناريو، ومشغل الكاميرا أمريكي، ولد في نيويورك، بدأ مشواره المهني سنة 2002.

## وصلات خارجية
- برايان تايلور على موقع IMDb (الإنجليزية)
- برايان تايلور على موقع ألو سيني (الفرنسية)
- برايان تايلور على موقع ميوزك برينز (الإنجليزية)
- برايان تايلور على موقع أول موفي (الإنجليزية)
- برايان تايلور على موقع بوكس أوفيس موجو (الإنجليزية)
- برايان تايلور على موقع قاعدة بيانات الأفلام السويدية (السويدية)
- برايان تايلور على موقع قاعدة بيانات الفيلم (الإنجليزية)
- برايان تايلور على موقع كينوبويسك (الروسية)